# Kelly Zeeman
Kelly Zeeman (Amsterdam, 19 novembre 1993) è una calciatrice olandese, centrocampista dell'Ajax.
Con la maglia della nazionale olandese si è laureata Campionessa d'Europa nel torneo casalingo del 2017.

## Palmarès

### Club
- Campionato olandese: 2

Ajax: 2016-2017, 2017-2018
- Coppa dei Paesi Bassi: 4

Ajax: 2013-2014, 2016-2017, 2017-2018, 2021-2022

### Nazionale
- Campionato europeo femminile di calcio: 1

2017
- Algarve Cup: 1

2018 (a pari merito con la Svezia)